# Waylon
Willem Bijkerk, plus connu sous le nom de Waylon, est un chanteur néerlandais. Il a représenté les Pays-Bas au Concours Eurovision de la chanson 2014 en tant que membre du duo The Common Linnets avec Ilse DeLange, à Copenhague au Danemark, terminant à la deuxième place avec la chanson Calm After the Storm,. Il participe de nouveau pour son pays au Concours Eurovision de la chanson 2018, à Lisbonne au Portugal avec la chanson Outlaw in'Em, cette fois en solo et termine à la 18e place.

## Discographie

### Albums studio
- 2009 : Wicked Ways
- 2011 : After All
- 2014 : Heaven After Midnight
- 2016 : Seeds
- 2018 : The World Can Wait

### Singles
- 2009 : Wicked Way
- 2010 : Hey
- 2010 : Happy Song
- 2010 : Nothing To Lose
- 2011 : The Escapist
- 2012 : Lose It
- 2012 : Lucky Night
- 2014 : Grasping Song
- 2014 : Giving Up Easy
- 2014 : Love Drunk
- 2016 : Mis je zo graag
- 2018 : Outlaw in'Em